# サンタクロースっているんでしょうか?

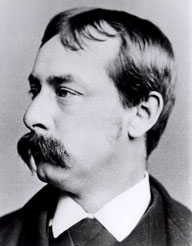
フランシス・チャーチ

サンタクロースっているんでしょうか?（Is there a Santa Claus?）は、1897年9月21日、かつて存在したアメリカ合衆国の新聞『ザ・サン』（ニューヨーク・サン）に掲載された社説である。新聞社に投書をした8歳の少女からの質問に答える形で、同社の記者であるフランシス・チャーチ（1839-1906）が社説を書いた。
日本では1977年に偕成社より中村妙子訳、東逸子絵で『サンタクロースっているんでしょうか?』として刊行された。2020年時点で124刷、80万部のロングセラーとなっている。訳者の中村妙子は忘れがたい一冊の一つとしている。2020年には金の星社よりいもとようこ訳・絵による『サンタクロースっているの？ ほんとうのことをおしえてください』が刊行された。

## 掲載の経緯

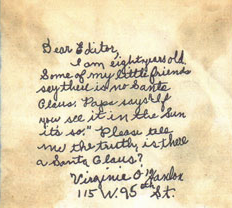
ヴァージニア・オハンロンがサン紙に送った手紙

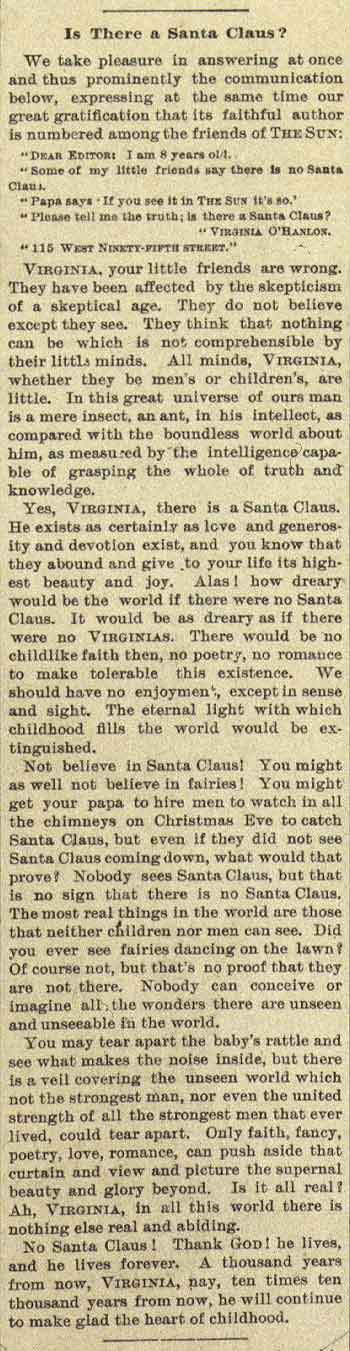
新聞に掲載された社説

掲載に至った経緯は、当時8歳のヴァージニア・オハンロンがニューヨーク・サン編集部に「サンタクロースはいるのですか」という内容の手紙を送ったことから始まる。手紙の概要は、彼女が「サンタクロースはいるのかどうか」について友達と意見を交わした際、サンタクロースはいないという者がいるので結論が知りたく、父親のすすめで新聞社、ニューヨーク・サンに手紙を出したというものである。これに対してニューヨーク・サンの論説委員であったフランシス・チャーチは社説（editorial）欄に返事を書くように頼まれ、1日で手紙についての社説を書き上げた。
「Is there a Santa Claus?」という題名で、投書してくれたことに対するお礼とヴァージニア・オハンロンからの手紙の内容を載せた後に、「Virginia, your little friends are wrong.（ヴァージニア、あなたの友達は間違っています）」の書き出しで始まり、特に有名な「Yes, Virginia, there is a Santa Claus.（そうです、ヴァージニア、サンタクロースはいるのです）」の一節を含む、目に見えるものしか信じない悲しさと、目に見えないものの確かさ、不変さ、そしてそれを信じることの素晴らしさを説いたものであった。

この文章が掲載されたのは1897年9月21日付のeditorial、つまり社説子による多数のコメントの一つとしてであった。扱いとしてはページの中で左から3列目、上から7番目の項目である 。
その後、読者からニューヨーク・サンに数年経っても再掲の要請が繰り返されたため、ニューヨーク・サンはついに再掲に応じた。1920年代になるとニューヨーク・サンは毎年クリスマスに再掲するようになった。その後、この話は掲載されてから100年以上を経た今でも、クリスマスが近づくと世界中で語り継がれるものとなっている。

## ヴァージニア・オハンロンが出した手紙
ニューヨーク・サンには、この手紙の現物が保管されている。

編集者さま
　私は8歳です。

私の何人かの友だちはサンタクロースはいないと言います。 

パパは「サン新聞が言うことならそのとおりだ」と言います。

どうか私に本当のことを教えてください; サンタクロースはいるのでしょうか?

 　　　　　　　　　　　　　ヴァージニア・オハンロン

115　西95番街

## 映像作品
この社説を元にした映像作品には以下のようなものがある。
- Yes, Virginia, There Is a Santa Claus（1974年のテレビアニメ）[8]
- Yes Virginia, There Is a Santa Claus（1991年のテレビドラマ）[9]
- Yes, Virginia（2009年のテレビアニメ）[10]

## 関連書誌
- 『サンタクロースっているんでしょうか？』中村妙子訳、東逸子絵、偕成社、1977年12月。
  - 『サンタクロースっているんでしょうか？』中村妙子訳、東逸子絵（改訂版）、偕成社、1986年10月。ISBN 9784034210109。
- 『サンタクロースっているの？ ほんとうのことをおしえてください』いもとようこ訳・絵、金の星社、2020年10月。ISBN 978-4323024714。